# Nagy Muppet rajcsúrozás
A Nagy Muppet rajcsúrozás (eredeti cím: The Great Muppet Caper) 1981-ben bemutatott brit–amerikai vegyes technikájú film, amelyben élő és báb szereplők közösen szerepelnek. A játékfilm rendezője Jim Henson, producere David Lazer és Frank Oz. A forgatókönyvet Tom Patchett, Jay Tarses, Jerry Juhl és Jack Rose írta, a zenéjét Joe Raposo szerezte. A mozifilm a Henson Associates és az ITC Entertainment gyártásában készült, a Universal Pictures forgalmazásában jelent meg.
Amerikában 1981. június 26-án Nagy-Britanniában 1981. július 30-án mutatták be a mozikban.

## Szereplők
| Szereplő                 | Eredeti hang     |
| ------------------------ | ---------------- |
| Breki, a béka            | Jim Henson       |
| Rowlf                    | Jim Henson       |
| Dr. Teeth                | Jim Henson       |
| Svéd séf                 | Jim Henson       |
| Waldorf                  | Jim Henson       |
| Muppet újságíró          | Jim Henson       |
| Miss Röfi                | Frank Oz         |
| Topi maci                | Frank Oz         |
| Állat                    | Frank Oz         |
| Sam, a sas               | Frank Oz         |
| Nagy Gonzo               | Dave Goelz       |
| Zoot                     | Dave Goelz       |
| Beauregard               | Dave Goelz       |
| Dr. Bunsen Honeydew      | Dave Goelz       |
| Floyd Pepper             | Jerry Nelson     |
| Pops                     | Jerry Nelson     |
| Lew Zealand              | Jerry Nelson     |
| Dilis Harry              | Jerry Nelson     |
| Louis Kazager            | Jerry Nelson     |
| Lótifuti                 | Richard Hunt     |
| Statler                  | Richard Hunt     |
| Cukipofa                 | Richard Hunt     |
| Janice                   | Richard Hunt     |
| Beaker                   | Richard Hunt     |
| Rizzo, a patkány         | Steve Whitmire   |
| Lips                     | Steve Whitmire   |
| Oscar, a morcos          | Caroll Spinney   |
| Szereplő                 | Színész          |
| Nicky Holiday            | Charles Grodin   |
| Lady Holiday             | Diana Rigg       |
| Neville                  | John Cleese      |
| Mike Tarkanian           | Jack Warden      |
| Angol úriember           | Robert Morley    |
| Kamion sofőr             | Peter Ustinov    |
| Csavargó                 | Peter Falk       |
| Angol úriember           | Robert Morley    |
| Henderson, biztonsági őr | Michael Robbins  |
| Stanley                  | Peter Hughes     |
| Börtönőr                 | Peggy Aitchison  |
| Busz ellenőr             | Tommy Godfrey    |
| Marla                    | Erica Creer      |
| Carla                    | Kate Howard      |
| Darla                    | Della Finch      |
| Dorcas                   | Joan Sanderson   |
| Jim Henson               |                  |
| Krónika riporter         | Frank Oz         |
| Taxis                    | Richard Hunt     |
| Férfi a parkban          | Jerry Nelson     |
| Férfi lánya              | Christine Nelson |

## Betétdalok
| Dal                                              | Előadó                                                                                                   |
| ------------------------------------------------ | --- |
| Hey a Movie!                                     | Jim Henson Frank Oz Dave Goelz Richard Hunt Charles Grodin kórus                                         |
| Happiness Hotel                                  | Jerry Nelson Richard Hunt Steve Whitmire Jim Henson Frank Oz Dave Goelz                                  |
| Steppin' Out With A Star                         | Jim Henson Frank Oz Dave Goelz                                                                           |
| Night Life                                       | Jim Henson                                                                                               |
| The First Time It Happens                        | Frank Oz Jim Henson kórus                                                                                |
| Couldn't We Ride                                 | Jim Henson Frank Oz Jerry Nelson Richard Hunt Dave Goelz Steve Whitmire Kathryn Mullen Louise Gold       |
| Piggy's Fantasy (Miss Piggy)                     | Charles Grodin Jim Henson kórus                                                                          |
| The Muppet Fight Song                            | kórus |
| Finale: Hey A Movie! / The First Time It Happens | Jim Henson Frank Oz Jerry Nelson Richard Hunt Dave Goelz Steve Whitmire Kathryn Mullen Louise Gold kórus |